# Helicoverpa ochracea
Helicoverpa ochracea là một loài bướm đêm trong họ Noctuidae.